# 林金铭
林金铭（1919年3月31日—2000年9月17日），男，福建莆田人，中国电机工程专家，政治人物。华中工学院教授。第七届、第八届全国人大代表。

## 生平
1919年生于福建省莆田县。父亲林征曾是县禁烟局的小职员。林金铭7岁丧父，母亲黄氏带着5个孩子生活困难。1936年考入国立武汉大学电机系。1940年毕业后，任福建高级工业学校教员。1943年后，任福建省企业公司南平电厂课长、面粉厂主任、工艺厂代厂长。1946年赴英国学习电机制造，期满后留任设计师（等同于英国硕士学位）。
1949年初回国，受聘于武汉大学，任电力系副教授。1952年调入华中工学院工作。1978年晋升教授。1981年获批为博士生导师。历任华中工学院电机教研室主任、电力系主任（1964年－1966年，1981年－1985年）、图书馆馆长（1981年－1985年）、电工研究所所长、华中工学院－欧洲共同体发展中国能源规划科研合作项目总负责人。兼任中国电机工程学会理事、国家科委电工组成员、中国电工技术学会电机专业委员会和教育委员会副主任、国际电机会议常设领导机构成员。
1951年10月加入民盟，曾任民盟第五届中央委员，第六届、第七届中央常委（1988年－1997年）；第六届民盟湖北省副主委，第七届、第八届主委，第九届名誉主委。第七届、第八届全国人大代表（1988年－1998年），湖北省第五届政协委员，第六届政协常委，湖北省第八届人大常委会副主任（1993年－1998年）。湖北民盟自修大学校长。
2000年9月17日在武汉逝世。遗体送别仪式于21日上午在武昌殡仪馆举行。

## 学术贡献
主要研究电机的电磁理论和设计。1970年代参与设计中国自行设计的60万千瓦汽轮发电机。1980年代后频繁参加国际会议，为中外电机学术交流做出了巨大贡献。主译《机电动力学》。代表性论文《我国汽轮发电机系列自行设计的若干问题》《氢冷汽轮发电机运行容量曲线的绘制》。